# グローバル・マーケティング
グローバル・マーケティング（global marketing）とは地球全体を一つの市場と捉えて行うマーケティングのことである。

## 概要
- グローバル・マーケティングとは、地球規模で事業を展開するために国境を越え、地球全体を一つの市場と捉えて行うマーケティングのことである。現地市場への適応（現地適応化）あるいは世界標準化のために、世界規模で多数の子会社や経営・事業部署をもち、経営資源（リソース）は価格や品質、流通経路などから安全かつ最もコストのかからない地域を選んで購入し、生産は人件費や労働の質、設備の充実度などを考慮して最も生産性の高い地域で行い、販売は製品への需要や所得水準などから販売成果を推測して、その比重を決める。世界規模でこのような調整を行うことで情報や知識、経営資源を共有し、効率を上げることができる。
- 多国籍企業で行われているマーケティングである。
- 近年では世界的な規制緩和による商品のグローバル化（グローバリゼーション）や、インターネットの普及に伴う情報のグローバリゼーションに伴ってグローバル・マーケティングの流れはさらに加速しており、大企業のみならず中小企業においても行われている。[要出典]
- 1960年代に誕生した国際マーケティングや、1970年代に誕生したソーシャル・マーケティングが発展し、1990年代のグローバル・マーケティングという概念が誕生した。[要出典]

## 主な研究者

### 日本
学術団体については、1951年4月21日、日本商業学会が慶應義塾大学教授向井鹿松を初代会長として設立された。
- 大石芳裕（明治大学経営学部教授）
- 諸上茂登（明治大学商学部教授）
- 嶋正（日本大学商学部教授）
- 井上真里（日本大学商学部専任講師）
- 藤澤武史（関西学院大学商学部教授）
- 小田部正明（テンプル大学教授）
- 齋藤雅通（立命館大学経営学部教授）
- 佐久間英俊（中央大学商学部教授）
- 丸谷雄一郎（東京経済大学教授）
- 小坂恕（中央大学専門職大学院教授）
- 原田将（明治大学経営学部教授）
- 三浦俊彦（中央大学商学部教授）
- 鷲田祐一（一橋大学大学院経営管理研究科教授）